# Flavio Parenti
Flavio Parenti (Parigi, 19 maggio 1979) è un attore italiano.

## Biografia
Tra il 1993 e il 1999 frequenta il liceo in Francia, il Centre international de Valbonne. Successivamente frequenta la scuola del Teatro Stabile di Genova, ottenendo l'attestato di qualifica professionale d'attore. Dopo aver lavorato in campo pubblicitario, nel 2002 debutta in teatro in Madre Coraggio e i suoi figli di Bertolt Brecht, di cui è anche aiuto regista. Da allora fino al 2005 lavora esclusivamente come attore, produttore e regista teatrale.
È quindi aiuto regista di Maurizio Nichetti, Matthias Langhoff e Marco Sciaccaluga in vari spettacoli e fonda l'associazione culturale NoNameS con la quale produce e dirige il suo primo spettacolo: "Il drago" di Evegenij Schwarz.
Tra i suoi primi lavori televisivi, l'episodio Ricordati di me della sit-com Camera Café, in onda su Italia 1, la miniserie TV Eravamo solo mille, diretta da Stefano Reali, e la serie TV Un medico in famiglia, in cui interpreta il ruolo di Lorenzo Martini.
Nel 2008 appare per la prima volta sul grande schermo con il film, in cui è coprotagonista nel ruolo di Tancredi, Parlami d'amore, regia di Silvio Muccino, al suo esordio come regista, tratto dal romanzo omonimo scritto dallo stesso Muccino insieme a Carla Vangelista, è coprotagonista anche del film Colpo d'occhio, regia di Sergio Rubini, è nel cast de Il sangue dei vinti, regia di Michele Soavi. Ed inoltre ritorna su Rai Uno con la miniserie TV Einstein, regia di Liliana Cavani, in cui interpreta il ruolo di Eduard Einstein, uno dei figli di Albert Einstein.
Nel 2009 partecipa in concorso come attore protagonista alla 66ª Mostra internazionale d'arte cinematografica di Venezia per il film Tris di donne e abiti nuziali, regia di Vincenzo Terracciano, Io sono l'amore, regia di Luca Guadagnino, e Le ombre rosse di Citto Maselli, tutti nella sezione "Orizzonti". Nel 2012 ha l'onore di essere uno dei protagonisti del film To Rome with Love, di Woody Allen. In seguito recita nella nona e decima serie di Distretto di Polizia, in un ruolo principale. 
Nell'autunno 2013 appare in televisione come protagonista, insieme a Micaela Ramazzotti, nella fiction Un matrimonio diretta da Pupi Avati e andata in onda su Rai1. Nel 2014 prende parte nuovamente alla fiction RAI Un medico in famiglia 9, nella quale interpreta il ruolo del giovane chirurgo Lorenzo, nipote di Libero proveniente dagli Stati Uniti e trasferitosi in Italia assieme al figlio Tommy per sostituire Lele a Villa Aurora.
In contemporanea alla sua carriera di attore, Flavio Parenti comincia a produrre e dirigere i suoi primi film, in cui sperimenta le molteplici possibilità narrative concesse dalla innovativa tecnica digitale. Nel 2010 dirige Sogno farfalle quantiche, vincitore del "Best Film" al DIY Film Fest di Los Angeles, e la web series #ByMySide, vincitrice del premio ufficiale SIAE come Miglior Web Serie del 2012.
Nel 2013 prende parte al film di Peter Greenaway Goltzius and the Pelican Company.
Nel 2017 interpreta Raffaello Sanzio, il protagonista, nel film Raffaello - Il principe delle arti in 3D.
Nel 2021 ha preso parte alla serie TV Leonardo, in onda su Rai 1 e ha vinto il PADA (Premio Attori dell'Anno).

### Curiosità
Flavio Parenti è anche un appassionato del gioco degli scacchi e nel 2013 ha partecipato al Festival Internazionale di Roseto, vincendo l'Open B.

## Filmografia

### Cinema
- Parlami d'amore, regia di Silvio Muccino (2008)
- Il grande spettacolo, regia di Andrea De Sica – cortometraggio (2008)
- Colpo d'occhio, regia di Sergio Rubini (2008)
- Il sangue dei vinti, regia di Michele Soavi (2008)
- Tris di donne e abiti nuziali, regia di Vincenzo Terracciano (2009)
- Io sono l'amore, regia di Luca Guadagnino (2009)
- Le ombre rosse, regia di Citto Maselli (2009)
- Un altro mondo, regia di Silvio Muccino (2010)
- To Rome with Love, regia di Woody Allen (2012)
- Goltzius and the Pelican Company, regia di Peter Greenaway (2012)
- Maraviglioso Boccaccio, regia di Paolo e Vittorio Taviani (2015)
- The Space Between, regia di Ruth Borgobello (2016)
- Raffaello - Il principe delle arti in 3D, regia di Luca Viotto (2017)
- Supereroi, regia di Paolo Genovese (2021)
- Darkling (Mrak), regia di Dusan Milic (2022)

### Televisione
- Camera Café – sitcom (2005)
- Radio Sex (2006)
- Eravamo solo mille, regia di Stefano Reali – miniserie TV (2006)
- Un medico in famiglia – serie TV (2007, 2014-2016)
- Einstein, regia di Liliana Cavani – miniserie TV, episodio 2 (2008)
- Services sacrés, regia di Vincenzo Marano (2009)
- Distretto di Polizia – serie TV, 47 episodi (2009-2010)
- Cenerentola, regia di Christian Duguay – miniserie TV (2011)
- La vita che corre, regia di Fabrizio Costa – miniserie TV (2012)
- Un matrimonio, regia di Pupi Avati – miniserie TV (2013-2014)
- Un marito di troppo, regia di Luca Ribuoli – ciclo film Purché finisca bene (2014)
- Seven and Me – serie TV (2016-2017)
- 1993 – serie TV, 6 episodi (2017)
- Mentre ero via, regia di Michele Soavi – serie TV (2019)
- Meraviglie - La penisola dei tesori[3] – programma TV (2019, 2021)
- Ulisse - Il piacere della scoperta[4] – programma TV (2020)
- Leonardo – serie TV, 4 episodi (2021)
- Il paradiso delle signore – soap opera (2022-in produzione)
- Arnoldo Mondadori - I libri per cambiare il mondo, regia di Francesco Miccichè – docu-drama (2022)
- La lunga notte - La caduta del Duce – serie TV, 5 episodi (2024)
- Margherita delle stelle, regia di Giulio Base – film TV (2024)

### Regista
- Lèger – cortometraggio (2010)
- #ByMySide – miniserie web (2012)
- Days: The Crossmovie – miniserie web (2013)
- Sogno farfalle quantiche – miniserie web (2013)

## Teatro
Attore
- Bartleby lo scrivano: una storia di Wall Street, regia di Anna Laura Messeri (2000)
- Madre Coraggio e i suoi figli, regia di Marco Sciaccaluga (2002)
- The Kingdom, regia di Yuri Ferrini (2003)
- Il Bugiardo, regia di Giulio Bosetti (2004)
- La centaura, regia di Luca Ronconi (2004)
- Galois, regia di Marco Sciaccaluga (2005)
- Svet, regia di Marco Sciaccaluga (2006)

Regista
- Il Drago di Evgenij L'vovic Schwarz (2004)
- La donna e il colonnello di Emmanuel Dongala (2005)
- Rum di Carlo Besozzi e Flavio Parenti (2007)
- Polvere alla polvere di Robert Farquhar (2008-2012)

## Riconoscimenti
- Festival del cinema di Venezia
  - 2009 – Candidatura al miglior attore nella sezione orizzonti per Tris di donne e abiti nuziali, Io sono l'amore e Le ombre rosse
- Taormina Film Fest
  - 2014 – Premio Mr. Clinfton
- Premio Simpatia
  - 2014 – Premio
- Roma Fiction Fest
  - 2012 – Selezione Ufficiale per#ByMySide
  - 2013 – Candidatura al miglior attore per To Rome with Love
- 2014 – Premio Tuttoteatro.com alle arti sceniche Dante Cappelletti
  - studio scenico segnalato Rum di Carlo Besozzi e Flavio Parenti
- 2008 – Premio Golden Graal
  - Astro nascente cinema
- 2012 – DIY Film Festival di Los Angeles
  - Miglior film Sogno farfalle quantiche
- 2012 – Premio SIAE
  - Miglior Web Serie #ByMySide
- 2012 – Premio MEI
  - Miglior colonna sonora per #ByMySide
- 2013 – Giornata d'Europa
  - Oscar dei giovani
- 2017 – Premio Margutta
  - Miglior attore sezione fiction
- 2024 – Premio Soft Skills
  - Area Editoria - Giornalismo Comunicazione